# PSA World Tour der Damen 2023/24
Die PSA World Tour der Damen 2023/24 umfasste alle Squashturniere der Damen-Saison 2023/24 der PSA World Tour. Sie begann am 1. August 2023 und endete am 31. Juli 2024. Die nach dem Monat sortierte Übersicht zeigt den Ort des Turniers an, dessen Namen, das ausgeschüttete Gesamtpreisgeld sowie die Siegerin des Turniers. In der abschließenden Tabelle werden sämtliche Turniersiegerinnen nach der Menge ihrer Titel aufgelistet. Dabei ist es nicht relevant, welche Wertigkeit die von der Spielerin gewonnenen Turniere besaßen, auch wenn eine entsprechende Erfassung erfolgt.
Bei den Turnierkategorien der PSA Challenger Tour wurden für diese Saison die Kategorie Challenger Tour 5 in Challenger Tour 6 und die Challenger Tour 10 in Challenger Tour 9 geändert. Neu sind die Kategorien Challenger Tour 12 und Challenger Tour 15.
Die Saison 2023/24 bestand aus 119 Turnieren. Das Gesamtpreisgeld betrug 4.528.750 US-Dollar.

## Tourinformationen

### Anzahl nach Turnierserie
| Turnierserie | WM | Finals | Platinum | Gold | Silver | Bronze | Ch 30 | Ch 20 | Ch 15 | Ch 12 | Ch 9 | Ch 6 | Ch 3 |
| ------------ | -- | ------ | -------- | ---- | ------ | ------ | ----- | ----- | ----- | ----- | ---- | ---- | ---- |
| Anzahl       | 1  | 1      | 8        | 6    | 5      | 7      | 2     | 8     | 6     | 10    | 8    | 28   | 29   |
| Gesamt       | 1  | 9      | 9        | 18   | 18     | 18     | 91    | 91    | 91    | 91    | 91   | 91   | 91   |

## Turnierplan

### August
| Datum         | Ort           | Turnier                                    | Preisgeld | Siegerin                |
| ------------- | ------------- | ------------------------------------------ | --------- | ----------------------- |
| 15.08.–19.08. | Windsor       | Windsor City Open 2023                     | $ 9.000   | Marina Stefanoni        |
| 16.08.–20.08. | Coffs Harbour | Costa North Coast Open 2023                | $ 12.000  | Tanvi Khanna            |
| 16.08.–20.08. | Mexiko-Stadt  | Torneo Profesional Mexicano de Squash 2023 | $ 3.000   | Diana García            |
| 23.08.–27.08. | Canberra      | Jansher Khan Canberra Open 2023            | $ 6.000   | Akanksha Salunkhe       |
| 23.08.–27.08. | Seremban      | The Tuanku Muhriz Trophy 2023              | $ 15.000  | Sivasangari Subramaniam |
| 27.08.–02.09. | Paris         | Paris Squash 2023                          | $ 190.000 | Nour El Sherbini        |
| 30.08.–03.09. | Bega          | Bega Open 2023                             | $ 12.000  | Malak Khafagy           |

### September
| Datum         | Ort          | Turnier                               | Preisgeld | Siegerin           |
| ------------- | ------------ | ------------------------------------- | --------- | ------------------ |
| 06.09.–10.09. | Paderborn    | Pader Open 2023                       | $ 12.000  | Alicia Mead        |
| 09.09.–16.09. | Doha         | QTerminals Qatar Classic 2023         | $ 187.500 | Hania El Hammamy   |
| 12.09.–16.09. | Johannesburg | Assore/Baldwin Joburg Open 2023       | $ 3.000   | Menna Walid        |
| 19.09.–23.09. | London       | Nash Cup 2023                         | $ 20.000  | Hollie Naughton    |
| 20.09.–23.09. | Windhoek     | BDO Namibian Open 2023                | $ 3.000   | Menna Walid        |
| 20.09.–24.09. | Inverness    | Springfield Scottish Squash Open 2023 | $ 12.000  | Grace Gear         |
| 20.09.–24.09. | Böblingen    | Schräglage Squash Open 2023           | $ 3.000   | Au Yeong Wai Yhann |
| 26.09.–30.09. | Hongkong     | KCC PSA Challenge Cup 2 2023          | $ 6.000   | Cheng Nga-Ching    |
| 27.09.–01.10. | Houston      | Southwestern Open 2023                | $ 110.000 | Nour El Tayeb      |

### Oktober
| Datum         | Ort          | Turnier                                      | Preisgeld | Siegerin         |
| ------------- | ------------ | -------------------------------------------- | --------- | ---------------- |
| 07.10.–14.10. | Philadelphia | U.S. Open 2023                               | $ 196.500 | Nour El Sherbini |
| 16.10.–20.10. | Lancaster    | The Hamilton Open 2023                       | $ 20.000  | Malak Khafagy    |
| 17.10.–22.10. | Zürich       | Grasshopper Cup 2023                         | $ 110.500 | Nour El Sherbini |
| 18.10.–22.10. | Greenwich    | Greenwich Open 2023                          | $ 9.000   | Xin Ying Yee     |
| 24.10.–28.10. | Couzeix      | 1er Open PSA Féminin de Couzeix/Limoges 2023 | $ 3.000   | Torrie Malik     |
| 25.10.–29.10. | Uster        | Swiss Open 2023                              | $ 9.000   | Amina El Rihany  |
| 25.10.–29.10. | Brisbane     | Logan City Queensland Open 2023              | $ 6.000   | Jessica Turnbull |
| 26.10.–30.10. | Lakeville    | Burnt Squash Open 2023                       | $ 6.000   | Xin Ying Yee     |
| 29.10.–02.11. | Johannesburg | Laurium Capital The SA Open 2023             | $ 20.000  | Jasmine Hutton   |

### November
| Datum         | Ort              | Turnier                                                  | Preisgeld | Siegerin                |
| ------------- | ---------------- | -------------------------------------------------------- | --------- | ----------------------- |
| 02.11.–06.11. | Brünn            | Czech Open 2023                                          | $ 9.000   | Haya Ali                |
| 06.11.–10.11. | Monte-Carlo      | Monte Carlo Classic 2023                                 | $ 20.000  | Lucy Turmel             |
| 06.11.–10.11. | Kuala Lumpur     | Ace Malaysian Squash Cup 2023                            | $ 51.500  | Nour El Tayeb           |
| 08.11.–11.11. | San José         | SACC Costa Rica Open 2023                                | $ 12.000  | Habiba Hani             |
| 14.11.–19.11. | Singapur         | Vitagen Singapore Squash Open 2023                       | $ 112.500 | Nele Gilis              |
| 15.11.–19.11. | London           | London Open 2023                                         | $ 15.000  | Alicia Mead             |
| 15.11.–19.11. | Sydney           | Bondi Open 2023                                          | $ 6.000   | Sehveetrraa Kumar       |
| 17.11.–19.11. | London           | Telsa Media David Lloyd Purley Open 2023                 | $ 3.000   | Alison Thomson          |
| 21.11.–25.11. | Hongkong         | The Hong Kong Football Club Open 2023                    | $ 55.000  | Sivasangari Subramaniam |
| 22.11.–26.11. | Manchester       | The Northern Joe Cup 2023                                | $ 9.000   | Torrie Malik            |
| 22.11.–26.11. | Maxéville        | Les Elles de l’Est 2023                                  | $ 6.000   | Nadien Elhammamy        |
| 22.11.–26.11. | Funchal          | International Tournament Madeira Island 2023             | $ 6.000   | Rana Ismail             |
| 27.11.–03.12. | Hongkong         | TTI Milwaukee Hong Kong Squash Open 2023                 | $ 190.000 | Hania El Hammamy        |
| 28.11.–02.12. | Sutton Coldfield | Sutton Coldfield International 2023                      | $ 6.000   | Nour Megahed            |
| 30.11.–04.12. | Islamabad        | CAS Serena Hotels International Squash Championship 2023 | $ 6.000   | Amina El Rihany         |

### Dezember
| Datum         | Ort                        | Turnier                                  | Preisgeld | Siegerin         |
| ------------- | -------------------------- | ---------------------------------------- | --------- | ---------------- |
| 05.12.–10.12. | Tauranga                   | Barfoot & Thompson New Zealand Open 2023 | $ 77.500  | Nele Gilis       |
| 06.12.–09.12. | Harrogate                  | Harrogate Squash Open 2023               | $ 3.000   | Asia Harris      |
| 13.12.–17.12. | Springfield                | The St. James Open 2023                  | $ 15.000  | Marina Stefanoni |
| 19.12.–23.12. | Thane                      | JSW 9th Sunil Verma Memorial Open 2023   | $ 3.000   | Pooja Arthi      |
| 21.12.–24.12. | Madinat asch-Schaich Zayid | SODIC Squash Open 2023                   | $ 3.000   | Menna Walid      |

### Januar
| Datum         | Ort           | Turnier                                                | Preisgeld | Siegerin         |
| ------------- | ------------- | ------------------------------------------------------ | --------- | ---------------- |
| 09.01.–14.01. | Boynton Beach | SmartCentres Kinetic Florida Open 2024                 | $ 110.750 | Nour El Sherbini |
| 13.01.–17.01. | Mumbai        | JSW Willingdon Little Masters & Senior Tournament 2024 | $ 3.000   | Anahat Singh     |
| 16.01.–20.01. | Hongkong      | Hong Kong Squash PSA Challenge Cup 2024 – 1st Leg      | $ 6.000   | Toby Tse         |
| 17.01.–25.01. | New York City | J. P. Morgan Tournament of Champions 2024              | $ 190.000 | Nour El Sherbini |
| 23.01.–27.01. | Columbia      | Squash Inspire – Women’s Open 2024                     | $ 15.000  | Nardine Garas    |
| 25.01.–29.01. | New York City | Carol Weymuller Open 2024                              | $ 51.250  | Farida Mohamed   |
| 30.01.–02.02. | Brünn         | Brno Open 2024                                         | $ 3.000   | Michaela Čepová  |
| 30.01.–03.02. | Hongkong      | Hong Kong Squash PSA Challenge Cup 2024 – 2nd Leg      | $ 9.000   | Chan Yiwen       |
| 31.01.–04.02. | Cincinnati    | Bahl and Gaynor Cincinnati Gaynor Cup 2024             | $ 75.000  | Olivia Weaver    |

### Februar
| Datum         | Ort              | Turnier                                            | Preisgeld | Siegerin         |
| ------------- | ---------------- | -------------------------------------------------- | --------- | ---------------- |
| 06.02.–10.02. | Detroit          | DAC Pro Squash Classic 2024                        | $ 82.500  | Olivia Weaver    |
| 09.02.–11.02. | Washington, D.C. | Squash On Fire Open 2024 Wild Card Challenge       | $ 3.000   | Menna Walid      |
| 13.02.–17.02. | Ipswich          | Ipswich Sports Club Challenger Cup 2024            | $ 12.000  | Katie Malliff    |
| 14.02.–18.02. | Washington, D.C. | Squash On Fire Open 2024                           | $ 51.500  | Amina Orfi       |
| 21.02.–28.02. | Chicago          | Windy City Open 2024                               | $ 250.000 | Nour El Sherbini |
| 23.02.–25.02. | Cheltenham       | East Glos Open 2024                                | $ 3.000   | Hana Ismail      |
| 28.02.–03.03. | Richmond         | Underhill Geomatics Sport Central Open 2024        | $ 9.000   | Rana Ismail      |
| 29.02.–03.03. | Colchester       | WR Sturricks Design and Build Lexden RFC Open 2024 | $ 3.000   | Hana Ismail      |

### März
| Datum         | Ort           | Turnier                                                      | Preisgeld | Siegerin                |
| ------------- | ------------- | ------------------------------------------------------------ | --------- | ----------------------- |
| 05.03.–09.03. | Odense        | Odense Open 2024                                             | $ 12.000  | Nardine Garas           |
| 05.03.–10.03. | Cleveland     | Squash in the Land 2024                                      | $ 75.000  | Nour El Tayeb           |
| 06.03.–09.03. | Lagos         | Yellow Dots Squash Open 2024                                 | $ 3.000   | Busayo Olatunji         |
| 06.03.–10.03. | Vancouver     | Richardson Wealth Van Lawn Open 2024                         | $ 15.000  | Rana Ismail             |
| 07.03.–10.03. | Bristol       | University of the West of England The Bristol Open 2024      | $ 3.000   | Hana Ismail             |
| 12.03.–17.03. | London        | Optasia Championships 2024                                   | $ 57.500  | Satomi Watanabe         |
| 13.03.–17.03. | Calgary       | Calgary CFO Consulting Services PSA Women’s Squash Week 2024 | $ 20.000  | Georgia Adderley        |
| 20.03.–24.03. | Edmonton      | The Bee-Clean Edmonton Squash Club Women’s Open 2024         | $ 9.000   | Nour Heikal             |
| 20.03.–24.03. | Sydney        | City Tattersalls Group Australian Open 2024                  | $ 52.500  | Salma Hany              |
| 26.03.–30.03. | Boynton Beach | Expression Network LLC Kinetic Racquet Women’s Squash 2024   | $ 20.000  | Farida Mohamed          |
| 27.03.–01.04. | London        | Gillenmarkets London Squash Classic 2024                     | $ 108.500 | Sivasangari Subramaniam |

### April
| Datum         | Ort               | Turnier                                                   | Preisgeld | Siegerin         |
| ------------- | ----------------- | --------------------------------------------------------- | --------- | ---------------- |
| 03.04.–07.04. | Hamburg           | German Open 2024                                          | $ 50.000  | Georgina Kennedy |
| 04.04.–07.04. | Gold Coast        | 2023/24 World Championship Qualifying Event – Oceania     | $ 5.050   | Alex Haydon      |
| 09.04.–12.04. | Hongkong          | Hong Kong Squash PSA Challenge Cup 2024- 3rd Leg          | $ 3.000   | Toby Tse         |
| 09.04.–13.04. | St. Louis         | RC Pro Series 2024                                        | $ 15.000  | Saran Nghiem     |
| 10.04.–13.04. | Sautron           | 2023/24 World Championship Qualifying Event – Europe      | $ 5.050   | Marta Domínguez  |
| 11.04.–14.04. | Berkeley Heights  | Life Time PSA Tour – Berkeley Heights 2024                | $ 3.000   | Margot Prow      |
| 11.04.–16.04. | Kairo             | Black Ball Squash Open 2024                               | $ 108.500 | Nouran Gohar     |
| 13.04.–16.04. | Kairo             | 2023/24 World Championship Qualifying Event – Africa      | $ 5.050   | Nardine Garas    |
| 17.04.–21.04. | Breda             | Bress Breda Open 2024                                     | $ 6.000   | Alison Thomson   |
| 18.04.–21.04. | Columbia          | 2023/24 World Championship Qualifying Event – Pan America | $ 5.050   | Caroline Fouts   |
| 18.04.–21.04. | Kuala Lumpur      | 2023/24 World Championship Qualifying Event – Asia        | $ 5.050   | Chan Yiwen       |
| 19.04.–26.04. | Kairo             | El Gouna International Squash Open 2024                   | $ 198.000 | Nouran Gohar     |
| 23.04.–27.04. | Dublin            | Cannon Kirk Gillen Markets Irish Squash Open 2024         | $ 20.000  | Nada Abbas       |
| 23.04.–27.04. | Devonshire Parish | IQUW Bermuda Open 2024                                    | $ 12.000  | Margot Prow      |
| 23.04.–27.04. | Delhi             | Hamdard Squashters Northern Slam 2024                     | $ 3.000   | Anahat Singh     |
| 24.04.–28.04. | Springfield       | Expression St. James Women’s 20k 2024                     | $ 20.000  | Farida Mohamed   |
| 30.04.–04.05. | Richmond          | Richmond Open 2024                                        | $ 30.000  | Menna Hamed      |

### Mai
| Datum         | Ort            | Turnier                                                  | Preisgeld | Siegerin                   |
| ------------- | -------------- | -------------------------------------------------------- | --------- | -------------------------- |
| 01.05.–05.05. | New York City  | The New York Hyder Trophy 2024                           | $ 12.000  | Chan Sin-Yuk               |
| 08.05.–12.05. | Pune           | The Poona Club LTD Open Squash Tournament 2024           | $ 3.000   | Urwashi Joshi              |
| 09.05.–18.05. | Kairo          | Squash-Weltmeisterschaft der Frauen 2023/24              | $ 565.000 | Nouran Gohar               |
| 14.05.–18.05. | São Paulo      | ECP Open 2024                                            | $ 6.000   | Sarahi López               |
| 15.05.–19.05. | Johor          | ACE Challenger 6K 2024                                   | $ 6.000   | Nour Khafagy               |
| 16.05.–19.05. | Auckland       | Barfoot & Thompson Auckland Open 2024                    | $ 3.000   | Madison Lyon               |
| 22.05.–25.05. | Porto Ferreira | Clube de Campo Figueiras Porto Ferreira Squash Open 2024 | $ 3.000   | Laura Silva                |
| 22.05.–26.05. | Indore         | HCL Squash Tour – Indore 2024                            | $ 3.000   | Rathika Suthanthira Seelan |
| 22.05.–26.05. | Manchester     | Manchester Open 2024                                     | $ 75.000  | Georgina Kennedy           |
| 26.05.–30.05. | Boynton Beach  | Expression Network LLC Kinetic Racquet Women’s 30k 2024  | $ 30.000  | Jasmine Hutton             |
| 28.05.–01.06. | Hongkong       | Hong Kong Squash PSA Challenge Cup 2024- 4th Leg         | $ 6.000   | Sehveetrraa Kumar          |
| 28.05.–01.06. | Salzburg       | Mozart Open 2024                                         | $ 6.000   | Saran Nghiem               |
| 30.05.–02.06. | Kalgoorlie     | Kalgoorlie Golden Open 2024                              | $ 6.000   | Madeleine Hylland          |

### Juni
| Datum         | Ort                  | Turnier                                             | Preisgeld | Siegerin           |
| ------------- | -------------------- | --------------------------------------------------- | --------- | ------------------ |
| 02.06.–09.06. | Birmingham           | British Open 2024                                   | $ 194.500 | Nouran Gohar       |
| 04.06.–08.06. | Chennai              | HCL Squash Tour – Chennai 2024                      | $ 3.000   | Anahat Singh       |
| 05.06.–08.06. | Santa Cristina d’Aro | Open Costa Brava Squash Project 2024                | $ 3.000   | Cristina Tartarone |
| 05.06.–09.06. | Perth                | WA Open International 2024                          | $ 6.000   | Alex Haydon        |
| 13.06.–16.06. | Brüssel              | Investimax Brussels Open 2024                       | $ 3.000   | Hayley Ward        |
| 18.06.–22.06. | Bellevue             | PSA World Tour Finals der Damen 2023/24             | $ 200.000 | Nouran Gohar       |
| 19.06.–23.06. | Gibraltar            | Gibraltar Open 2024                                 | $ 6.000   | Barb Sameh         |
| 26.06.–30.06. | Seremban             | SRA of Negeri Sembilan PSNS President’s Trophy 2024 | $ 6.000   | Sehveetrraa Kumar  |
| 26.06.–30.06. | Yokohama             | Dynam Cup SQ-Cube Open 2024                         | $ 6.000   | Ruqayya Salem      |
| 26.06.–30.06. | Christchurch         | Trident Homes South Island Open 2024                | $ 3.000   | Madeleine Hylland  |
| 27.06.–30.06. | Bendigo              | City of Greater Bendigo International 2024          | $ 3.000   | Erin Classen       |

### Juli
| Datum         | Ort         | Turnier                                       | Preisgeld | Siegerin          |
| ------------- | ----------- | --------------------------------------------- | --------- | ----------------- |
| 04.07.–07.07. | Shepparton  | City of Greater Shepparton International 2024 | $ 3.000   | Gigi Yeung        |
| 04.07.–07.07. | Berkhamsted | Berkhamsted Linksap Open 2024                 | $ 6.000   | Hana Ismail       |
| 10.07.–14.07. | Melbourne   | Victorian Open 2024                           | $ 6.000   | Madeleine Hylland |
| 10.07.–14.07. | Terengganu  | ACE Challenger 6k 2nd Leg 2024                | $ 6.000   | Xin Ying Yee      |
| 31.07.–04.08. | Bega        | Volkswagen Bega Open 2024                     | $ 12.000  | Cheng Nga-Ching   |

## Turniersiegerinnen
| Platz | Spielerin                  | Siege | WM | Finals | Platinum | Gold | Silver | Bronze | Ch 30 | Ch 20 | Ch 15 | Ch 12 | Ch 9 | Ch 6 | Ch 3 |
| ----- | -------------------------- | ----- | -- | ------ | -------- | ---- | ------ | ------ | ----- | ----- | ----- | ----- | ---- | ---- | ---- |
| 1.    | Nour El Sherbini           | 6     |    |        | 4        | 2    |        |        |       |       |       |       |      |      |      |
| 2.    | Nouran Gohar               | 5     | 1  | 1      | 2        | 1    |        |        |       |       |       |       |      |      |      |
| 3.    | Hana Ismail                | 4     |    |        |          |      |        |        |       |       |       |       |      | 1    | 3    |
| 3.    | Menna Walid                | 4     |    |        |          |      |        |        |       |       |       |       |      |      | 4    |
| 5.    | Nour El Tayeb              | 3     |    |        |          | 1    | 1      | 1      |       |       |       |       |      |      |      |
| 5.    | Nardine Garas              | 3     |    |        |          |      |        |        |       |       | 1     | 1     |      | 1    |      |
| 5.    | Madeleine Hylland          | 3     |    |        |          |      |        |        |       |       |       |       |      | 2    | 1    |
| 5.    | Rana Ismail                | 3     |    |        |          |      |        |        |       |       | 1     |       | 1    | 1    |      |
| 5.    | Sehveetrraa Kumar          | 3     |    |        |          |      |        |        |       |       |       |       |      | 3    |      |
| 5.    | Farida Mohamed             | 3     |    |        |          |      |        | 1      |       | 2     |       |       |      |      |      |
| 5.    | Anahat Singh               | 3     |    |        |          |      |        |        |       |       |       |       |      |      | 3    |
| 5.    | Sivasangari Subramaniam    | 3     |    |        |          | 1    |        | 1      |       |       | 1     |       |      |      |      |
| 5.    | Xin Ying Yee               | 3     |    |        |          |      |        |        |       |       |       |       | 1    | 2    |      |
| 14.   | Chan Yiwen                 | 2     |    |        |          |      |        |        |       |       |       |       | 1    | 1    |      |
| 14.   | Cheng Nga-Ching            | 2     |    |        |          |      |        |        |       |       |       | 1     |      | 1    |      |
| 14.   | Hania El Hammamy           | 2     |    |        | 2        |      |        |        |       |       |       |       |      |      |      |
| 14.   | Amina El Rihany            | 2     |    |        |          |      |        |        |       |       |       |       | 1    | 1    |      |
| 14.   | Nele Gilis                 | 2     |    |        |          | 1    | 1      |        |       |       |       |       |      |      |      |
| 14.   | Alex Haydon                | 2     |    |        |          |      |        |        |       |       |       |       |      | 2    |      |
| 14.   | Jasmine Hutton             | 2     |    |        |          |      |        |        | 1     | 1     |       |       |      |      |      |
| 14.   | Georgina Kennedy           | 2     |    |        |          |      | 1      | 1      |       |       |       |       |      |      |      |
| 14.   | Malak Khafagy              | 2     |    |        |          |      |        |        |       | 1     |       | 1     |      |      |      |
| 14.   | Torrie Malik               | 2     |    |        |          |      |        |        |       |       |       |       | 1    |      | 1    |
| 14.   | Alicia Mead                | 2     |    |        |          |      |        |        |       |       | 1     | 1     |      |      |      |
| 14.   | Saran Nghiem               | 2     |    |        |          |      |        |        |       |       | 1     |       |      | 1    |      |
| 14.   | Margot Prow                | 2     |    |        |          |      |        |        |       |       |       | 1     |      |      | 1    |
| 14.   | Marina Stefanoni           | 2     |    |        |          |      |        |        |       |       | 1     |       | 1    |      |      |
| 14.   | Alison Thomson             | 2     |    |        |          |      |        |        |       |       |       |       |      | 1    | 1    |
| 14.   | Toby Tse                   | 2     |    |        |          |      |        |        |       |       |       |       |      | 1    | 1    |
| 14.   | Olivia Weaver              | 2     |    |        |          |      | 2      |        |       |       |       |       |      |      |      |
| 31.   | Nada Abbas                 | 1     |    |        |          |      |        |        |       | 1     |       |       |      |      |      |
| 31.   | Georgia Adderley           | 1     |    |        |          |      |        |        |       | 1     |       |       |      |      |      |
| 31.   | Haya Ali                   | 1     |    |        |          |      |        |        |       |       |       |       | 1    |      |      |
| 31.   | Pooja Arthi                | 1     |    |        |          |      |        |        |       |       |       |       |      |      | 1    |
| 31.   | Au Yeong Wai Yhann         | 1     |    |        |          |      |        |        |       |       |       |       |      |      | 1    |
| 31.   | Michaela Čepová            | 1     |    |        |          |      |        |        |       |       |       |       |      |      | 1    |
| 31.   | Chan Sin-Yuk               | 1     |    |        |          |      |        |        |       |       |       | 1     |      |      |      |
| 31.   | Erin Classen               | 1     |    |        |          |      |        |        |       |       |       |       |      |      | 1    |
| 31.   | Marta Domínguez            | 1     |    |        |          |      |        |        |       |       |       |       |      | 1    |      |
| 31.   | Nadien Elhammamy           | 1     |    |        |          |      |        |        |       |       |       |       |      | 1    |      |
| 31.   | Caroline Fouts             | 1     |    |        |          |      |        |        |       |       |       |       |      | 1    |      |
| 31.   | Diana García               | 1     |    |        |          |      |        |        |       |       |       |       |      |      | 1    |
| 31.   | Grace Gear                 | 1     |    |        |          |      |        |        |       |       |       | 1     |      |      |      |
| 31.   | Menna Hamed                | 1     |    |        |          |      |        |        | 1     |       |       |       |      |      |      |
| 31.   | Habiba Hani                | 1     |    |        |          |      |        |        |       |       |       | 1     |      |      |      |
| 31.   | Salma Hany                 | 1     |    |        |          |      |        | 1      |       |       |       |       |      |      |      |
| 31.   | Asia Harris                | 1     |    |        |          |      |        |        |       |       |       |       |      |      | 1    |
| 31.   | Nour Heikal                | 1     |    |        |          |      |        |        |       |       |       |       | 1    |      |      |
| 31.   | Urwashi Joshi              | 1     |    |        |          |      |        |        |       |       |       |       |      |      | 1    |
| 31.   | Nour Khafagy               | 1     |    |        |          |      |        |        |       |       |       |       |      | 1    |      |
| 31.   | Tanvi Khanna               | 1     |    |        |          |      |        |        |       |       |       | 1     |      |      |      |
| 31.   | Sarahi López               | 1     |    |        |          |      |        |        |       |       |       |       |      | 1    |      |
| 31.   | Madison Lyon               | 1     |    |        |          |      |        |        |       |       |       |       |      |      | 1    |
| 31.   | Katie Malliff              | 1     |    |        |          |      |        |        |       |       |       | 1     |      |      |      |
| 31.   | Nour Megahed               | 1     |    |        |          |      |        |        |       |       |       |       |      | 1    |      |
| 31.   | Hollie Naughton            | 1     |    |        |          |      |        |        |       | 1     |       |       |      |      |      |
| 31.   | Busayo Olatunji            | 1     |    |        |          |      |        |        |       |       |       |       |      |      | 1    |
| 31.   | Amina Orfi                 | 1     |    |        |          |      |        | 1      |       |       |       |       |      |      |      |
| 31.   | Ruqayya Salem              | 1     |    |        |          |      |        |        |       |       |       |       |      | 1    |      |
| 31.   | Akanksha Salunkhe          | 1     |    |        |          |      |        |        |       |       |       |       |      | 1    |      |
| 31.   | Barb Sameh                 | 1     |    |        |          |      |        |        |       |       |       |       |      | 1    |      |
| 31.   | Rathika Suthanthira Seelan | 1     |    |        |          |      |        |        |       |       |       |       |      |      | 1    |
| 31.   | Laura Silva                | 1     |    |        |          |      |        |        |       |       |       |       |      |      | 1    |
| 31.   | Cristina Tartarone         | 1     |    |        |          |      |        |        |       |       |       |       |      |      | 1    |
| 31.   | Lucy Turmel                | 1     |    |        |          |      |        |        |       | 1     |       |       |      |      |      |
| 31.   | Jessica Turnbull           | 1     |    |        |          |      |        |        |       |       |       |       |      | 1    |      |
| 31.   | Hayley Ward                | 1     |    |        |          |      |        |        |       |       |       |       |      |      | 1    |
| 31.   | Satomi Watanabe            | 1     |    |        |          |      |        |        |       |       |       |       |      |      |      |
| 31.   | Gigi Yeung                 | 1     |    |        |          |      |        |        |       |       |       |       |      |      | 1    |

## Nationenwertung
| Platz | Nation             | Siege | WM | Finals | Platinum | Gold | Silver | Bronze | Ch 30 | Ch 20 | Ch 15 | Ch 12 | Ch 9 | Ch 6 | Ch 3 |
| ----- | ------------------ | ----- | -- | ------ | -------- | ---- | ------ | ------ | ----- | ----- | ----- | ----- | ---- | ---- | ---- |
| 1.    | Ägypten            | 49    | 1  | 1      | 8        | 4    | 1      | 4      | 1     | 4     | 2     | 3     | 4    | 9    | 7    |
| 2.    | England            | 14    |    |        |          |      | 1      | 1      | 1     | 2     | 2     | 3     | 1    | 1    | 2    |
| 3.    | Malaysia           | 11    |    |        |          | 1    |        | 1      |       |       | 1     |       | 2    | 6    |      |
| 4.    | Indien             | 8     |    |        |          |      |        |        |       |       |       | 1     |      | 1    | 6    |
| 5.    | Australien         | 5     |    |        |          |      |        |        |       |       |       |       |      | 3    | 2    |
| 5.    | Hongkong           | 5     |    |        |          |      |        |        |       |       |       | 2     |      | 2    | 1    |
| 5.    | Vereinigte Staaten | 5     |    |        |          |      | 2      |        |       |       | 1     |       | 1    | 1    |      |
| 8.    | Norwegen           | 3     |    |        |          |      |        |        |       |       |       |       |      | 2    | 1    |
| 8.    | Schottland         | 3     |    |        |          |      |        |        |       | 1     |       |       |      | 1    | 1    |
| 10.   | Barbados           | 2     |    |        |          |      |        |        |       |       |       | 1     |      |      | 1    |
| 10.   | Belgien            | 2     |    |        |          | 1    | 1      |        |       |       |       |       |      |      |      |
| 10.   | Mexiko             | 2     |    |        |          |      |        |        |       |       |       |       |      | 1    | 1    |
| 13.   | Brasilien          | 1     |    |        |          |      |        |        |       |       |       |       |      |      | 1    |
| 13.   | Italien            | 1     |    |        |          |      |        |        |       |       |       |       |      |      | 1    |
| 13.   | Japan              | 1     |    |        |          |      |        | 1      |       |       |       |       |      |      |      |
| 13.   | Kanada             | 1     |    |        |          |      |        |        |       | 1     |       |       |      |      |      |
| 13.   | Macau              | 1     |    |        |          |      |        |        |       |       |       |       |      |      | 1    |
| 13.   | Nigeria            | 1     |    |        |          |      |        |        |       |       |       |       |      |      | 1    |
| 13.   | Singapur           | 1     |    |        |          |      |        |        |       |       |       |       |      |      | 1    |
| 13.   | Spanien            | 1     |    |        |          |      |        |        |       |       |       |       |      | 1    |      |
| 13.   | Südafrika          | 1     |    |        |          |      |        |        |       |       |       |       |      |      | 1    |
| 13.   | Tschechien         | 1     |    |        |          |      |        |        |       |       |       |       |      |      | 1    |